# ぼくらのよあけ
『ぼくらのよあけ』は、今井哲也によるSFジュブナイル漫画。『月刊アフタヌーン』（講談社）にて2011年3月号から12月号まで連載され、単行本はアフタヌーンKCより全2巻で刊行された。2012年には日本で最も長い歴史を誇るSF賞である「星雲賞」の候補にも選出された。東京都の杉並区をロケ地に作られた。キャッチコピーの「“なみ”じゃない冒険（ミッション）が今、始まる」は杉並区のキャッチコピー「なみじゃない杉並」から取られている。
2022年にアニメ映画版が公開された。

## あらすじ
物語の舞台は人工知能が発達した近未来、西暦2038年夏の日本。宇宙とロボットが大好きな少年・沢渡悠真は、まもなく地球に大接近するという彗星に夢中になっていた。そんなある日、彼は宇宙から来たという"未知なる存在"と出会う。人工知能を搭載した家庭用オートボット・ナナコの体を乗っ取ったそれは自らの秘密を明かし、ゆうまとその友達たちにあることを頼む。その願いを聞くことにしたゆうまたちは、前代未聞の極秘ミッションに挑むことになる。

## 登場人物
沢渡 悠真（さわたり ゆうま）
本作の主人公。阿佐ヶ谷団地に住み、杉二小に通う小学4年生の男子。
ナナコ
女性型の家庭用オートボット。搭載されている人工知能はオートボットだけでなく、携帯電話、家電製品、自動車、医療用から産業用までの様々なロボットにも使われている。そのプログラムを作ったのは日本人で、基となったシリーズ第1号の人工知能はSHIII（エスエイチスリー）に使われている。
SHIII（エスエイチスリー）
世界に先駆けて本格的な人工知能による制御が採用されたJAXAの半自律型人工衛星、またはその人工知能。宇宙観測のために2009年に打ち上げられたが老朽化が進み、SHIII自身の提案により運用終了が決定している。人工知能の人格パターンは地上のサーバへ移植され、引き続き後継機のサポートを担当する予定。
2月の黎明号（2がつのれいめいごう）
ナナコの体を使って悠真たちに語りかけてきた正体不明の存在。その正体は、1万2000年の歳月をかけて地球にたどり着いた異星の無人惑星探査機およびその人工知能。地球に不時着する際にSHIIIに助けられ、以後阿佐ヶ谷団地の1棟となって休止状態にあった。UIは地球人と円滑なコミュニケーションがとれるよう、SHⅢの人工知能をコピーして構築されている。
田所 銀之助（たどころ ぎんのすけ）
阿佐ヶ谷団地に住み、杉二小に通う小学6年生の男子。悠真の遊び仲間。
岸 真悟（きし しんご）
阿佐ヶ谷団地に住み、杉二小に通う小学4年生の男子。悠真の遊び仲間。
岸 わこ（きし わこ）
阿佐ヶ谷団地に住み、杉二小に通う小学6年生の女子。真悟の姉。
河合 花香（かわい ほのか）
杉二小に通う小学6年生の女子。
沢渡 はるか（さわたり はるか）
悠真の母。
沢渡 遼（さわたり りょう）
悠真の父。
河合 義達（かわい よしたつ）
花香の父。
市川 実菜（いちかわ みな）
わこのクラスメイト。
佐山 香里（さやま かおり）
わこのクラスメイト。
千石 美智
わこのクラスメイト。
デンスケ（でんすけ）
河合家のオートボット。
TVの男性キャスター
TVの女性キャスター

## 書誌情報
- 今井哲也『ぼくらのよあけ 講談社〈アフタヌーンKC〉、全2巻
  1. 2011年6月23日発売[5]、ISBN 978-4-06-310758-6
  2. 2011年11月22日発売[6]、ISBN 978-4-06-310791-3

## 劇場アニメ
2022年10月21日に公開された。年代設定が原作漫画の2038年から11年後の2049年に変更されている。
2023年4月28日にBlu-rayとDVDが発売、およびデジタル配信された。

### 声の出演
- 沢渡悠真：杉咲花[11]
- ナナコ：悠木碧[11]
- 岸真悟：藤原夏海[12]
- 田所銀之介：岡本信彦[12]
- 河合花香：水瀬いのり[12]
- 岸わこ：戸松遥[12]
- 沢渡はるか：花澤香菜[13]
- 沢渡遼：細谷佳正[13]
- 河合義達：津田健次郎[13]
- 二月の黎明号：朴璐美[12]
- 岸みふゆ：横澤夏子[14]
- 市川実菜：道井悠[15]
- 佐山香里：柚木尚子[15]
- 千石美智：北川里奈[15]
- デンスケ：熊谷俊輝[15]
- TVの男性キャスター：中川聡[15]
- TVの女性キャスター：繁田美貴[15]

### スタッフ
- 原作：今井哲也『ぼくらのよあけ』（講談社『月刊アフタヌーン』刊）[8]
- 監督：黒川智之[8]
- 脚本：佐藤大[8]
- 主題歌：三浦大知「いつしか」（SONIC GROOVE）[8]
- アニメーションキャラクター原案・コンセプトデザイン：pomodorosa[8]
- アニメーションキャラクターデザイン・総作画監督：吉田隆彦[8]
- 虹の根デザイン：みっちぇ[16]
- 音楽：横山克[8]
- 製作：依田巽、勝股英夫、川崎由紀夫、先川幸矢、松下幸生、古川公平、古迫智典[16]
- 企画・プロデュース：新井修平[16]
- プロデューサー：大胡寛二[16]
- アニメーションプロデューサー：鈴木良兵[16]
- 総作画監督：草間英興、谷拓也、植田羊一[16]
- エフェクト作画監督：植田羊一[16]
- レイアウト監修：安田好孝[16]
- プロップデザイン：狩野都[16]
- 美術監督：谷岡善王[16]
- 美術監督補佐：野村正信[16]
- 美術設定：青木薫[16]
- 色彩設計：古川篤史[16]
- 3D監督：菅友彦[16]
- 3Dテクニカルディレクター：佐藤淳也[16]
- アートワークス：三沢伸[16]
- モニターグラフィックスデザイン：カプセル 関香織、宮原洋平[16]
- 虹の根映像：亡霊工房[16]
- 撮影監督：國重元宏、難波史[16]
- 編集：黒澤雅之[16]
- 音響監督：小泉紀介[16]
- サウンドミキサー：野口あきら[16]
- スーパーヴァイジングサウンドエディター：勝俣まさとし[16]
- 音響制作：ソニルード[16]
- 営業統括：水野貴夫[16]
- 宣伝統括：長屋圭井子[16]
- 宣伝プロデューサー：松田尚子[16]
- 配給：ギャガ、エイベックス・ピクチャーズ[8]
- アニメーション制作：ゼロジー[8]
- 製作：「ぼくらのよあけ」製作委員会（ギャガ、エイベックス・ピクチャーズ、テレビ東京、ゼロジー、クオラス、講談社、qooop）[8]